# Peroz I
Peroz I (ur. ?, zm. 484) – władca Persji z dynastii Sasanidów, syn Jezdegerda II. Tron przejął po śmierci brata Hormizda III w 459 roku i rządził do swej śmierci.

Imperium Sasanidów w połowie V wieku n.e.

## Życiorys

### Walka o tron
Był synem Jezdegerda II, władcy imperium Sasanidów w latach 439-457. Po śmierci Jezdegerda na tron wstąpił brat Peroza, Hormizd III, a regentką została matka książąt, Denag. Peroz nie pogodził się z przejęciem tronu przez brata i uciekł do północno-zachodniej części państwa, by zbierać wierną sobie armię. W 459 roku z pomocą Heftalitów pokonał i stracił brata (według legendy darował mu życie). Podczas walk między braćmi od państwa odpadła Albania Kaukaska, której król Vache II wybił się na niezależność. Po kampanii Peroza obszar ten powrócił do państwa, a król Vache II abdykował w roku 462.

### Panowanie
Kilka lat po wstąpieniu Peroza na tron w państwie zapanował głód. W reakcji na to władca zniósł podatki i rozdawał jedzenie ubogim. W 464 roku przeprowadził najprawdopodobniej udaną kampanię przeciw niektórym plemionom Hunów. Do udziału w tej ekspedycji bezskutecznie usiłował przekonać cesarza bizantyjskiego Leona I. W kilka lat później doszło do odwetowego najazdu koczowników, który został odparty. Około 467 roku Peroz zaatakował Heftalitów, jednak jego wojsko przegrało bitwę, a on sam i jego syn Kawad I dostali się do niewoli. Peroz natychmiast wykupił się z niewoli, jego syn zaś był w niej przez dwa lata. W 484 roku władca zebrał swoją armię i wbrew radom swoich doradców zaatakował Heftalitów. Kampania zakończyła się porażką, a Peroz i część jego synów poległa w bitwie z wrogami.
Podczas swojego panowania Peroz prześladował wyznawców judaizmu i chrześcijaństwa, wspierał zaś zaratusztrianizm i nestorianizm.